# Atiq Naaji
Atiq Naaji (né le 21 novembre 1966 à Taza au Maroc) est un athlète français, spécialiste des courses de fond.

## Biographie
Il remporte deux titres de champion de France du 5 000 mètres, en 1993 et 1995.

### Palmarès
- Championnats de France d'athlétisme :
  - vainqueur du 5 000 m en 1993 et 1995.

### Records
| Épreuve | Performance    | Lieu        | Date         |
| ------- | -------------- | ----------- | ------------ |
| 5 000 m | 13 min 23 s 09 | Saint-Denis | 10 juin 1995 |